# 乔治·伊兹
乔治·科尔曼·伊兹 三世（George Coleman Eads III，1967年3月1日—），出生在美国的得克萨斯州，是一名美国演员，由于出演CSI犯罪现场而家喻户晓。
伊兹在1990年毕业于得克萨斯科技大学，随后成为费城三角洲兄弟会的一员。
除了出演CSI犯罪现场之外，伊兹还客串出演过电视剧ER，以及其他几部电视电影。

## 作品
（多数由于在中文地区无标准译文，故未中文化）
- 長沙裡：被遺忘的英雄們（朝鲜语：장사리 : 잊혀진 영웅들）（2019年，韓國電影）……Steven
- 馬蓋先（2016年，電視影集）……傑克·道爾頓（Jack Dalton）
- Evel Knievel（2004年，電視電影）……Evel
- Monte Walsh（2003年，電視電影）……Frank 'Shorty' Austin
- Second String（2002年，電視電影）……Tommy Baker
- Just a Walk in the Park（2002年，電視電影）……Adam Willingford
- CSI犯罪现场(2000, 電視影集) ……尼克·斯托克斯
- Grapevine（2000年，電視影集）……Thumper Klein
- The Spring (2000, 電視電影) ……Gus
- Crowned and Dangerous（1997年，電視電影）……Riley Baxter
- The Ultimate Lie（1996年，電視電影）……Ben McGrath
- Savannah (1996, 電視影集) ……Travis Peterson (only in the pilot) and Nick *Corelli (in the series)
- Dust to Dust (1994, 電視影集) ……Black Wolf